# Вишогрод
Вишогрод (пољ. Wyszogród) град је у Пољској у Војводству мазовском. По подацима из 2012. године број становника у месту је био 2740.
.

## Становништво
| 2012. | 2021. |
| ----- | ----- |
| 2.740 | 2.554 |